# Tayeb Filali
Tayeb Filali (en arabe : طيب الفيلالي), né le 16 janvier 1979 à Grarem Gouga dans la wilaya de Mila, est un athlète algérien spécialiste des courses de marathon.

## Biographie
Aux Jeux olympiques d'été de 2012, il a participé au marathon masculin, mais n'a pas terminé la course.